# Гейлі Дафф
Ге́йлі Ке́трін Дафф (англ. Haylie Katherine Duff; нар. 19 лютого 1985, Х'юстон, Техас) — американська акторка, співачка, авторка пісень, модельєрка.

## Життєпис
Перша дитина домогосподарки Сьюзен Коллін та продюсера фільмів Роберта Едгарда Даффа. Старша сестра акторки та співачки Гіларі Дафф. Родина проживала в сімейному будинку в Х'юстоні. Завдяки зусиллям матері восьмирічна Гейлі і шестирічна Гіларі взяли участь у балеті «Лускунчик» у Сан-Антоніо, а вже через кілька років сестри почали виступати в театрах і телерекламах. Згодом дівчатка з матір'ю переїхали до Каліфорнії, а батько лишився в Г'юстоні.

## Кар'єра

### Акторка
Акторську кар'єру Дафф почала у телефільмах, таких як «Hope» та «True Women», а також на телешоу «The Amanda Show». Після цього почала виконувати побічні ролі в «Chicago Hope», «Boston Public», і «Third Watch». Дійсна кар'єра Гейлі Дафф почалась з 2002, коли вона знімалась в серіалі «Ліззі Макгвайр». Головну роль виконувала її сестра Гіларі. Після серіалу продовжувала зніматись у побічних ролях.
У 2004 стала гостею в шоу «That's So Raven» з телеведучою Katina Jones. В тому ж році виконала першу головну роль у фільмі «Napoleon Dynamite», а також спробувала свої вокальні навички в мультиплікаційному мультфільмі У пошуках Санти. В 2005 виконала роль Кассіді в «Dishdogz» і роль Сенді в телешоу «7th Heaven». Влітку 2006 з'явилась на «Hairspray», втіливши скупу дівчинку Амбер; восени того ж року сестри Дафф зіграли у фільмі «Матеріальні дівчата», а 2007 року Гейлі зіграла у кінофільмах: «Nightmare», «My Sexiest Year», «Legacy», «Backwoods», «Love Takes Wing» і «Love Finds a Home».

### Співачка
Як авторка пісень в альбомах Гіларі Дафф: «Metamorphosis» і Hilary Duff — Гейлі Дафф зіграла велику роль у популяризації альбомів сестри, записала кілька саундтреків для фільмів, сольно або з сесрою. Разом із Періс Гілтон записала пісню Screwed, яка з'явилась в альбомі Гілтон, 2004.

### Моделінг
У січневому випуску журналу Maxim (2006) використовувались фото Гейлі Дафф, які вона зробила спеціально для нього. Сестер Дафф визнали Favorite Famous Sisters за оглядами журналу E!.

## Фільмографія
| Рік  | Фільм                   | Роль                       |
| ---- | ----------------------- | -------------------------- |
| 1997 | True Women              | Камео, в титрах не вказана |
| 1997 | Hope                    | Марта Джин Прюїтт          |
| 1998 | Addams Family Reunion   | Джина Адамс                |
| 2000 | Dreams in the Attic     | Джессіка                   |
| 2001 | The Newman Shower       | Джей                       |
| 2003 | I Love Your Work        | Frat Brat Girlfriend       |
| 2004 | Napoleon Dynamite       | Summer Wheatly             |
| 2004 | У пошуках Санти         | Лусінда                    |
| 2005 | Dishdogz                | Кессіді                    |
| 2006 | Матеріальні дівчата     | Ава Марчетта               |
| 2007 | Nightmare               | Molly Duggan               |
| 2007 | My Sexiest Year         | Деббі                      |
| 2008 | Legacy                  | Лана Стівенс               |
| 2008 | Backwoods               | Лі                         |
| 2009 | Love Takes Wing         | Анні Нельсон               |
| 2009 | Love Finds a Home       | Анні Нельсон               |
| 2009 | Fear Island             | Дженна                     |
| 2010 | Foodfight!              | Sweet Cakes                |
| 2010 | A Nanny's Secrets       | Клавдія                    |
| 2010 | Slightly Single in L.A. | Джилл                      |
| 2010 | Tug                     | Кім                        |

### Серіали
| Рік        | Назва (укр.)     | Назва (англ.)   | Роль              | Примітки                                                 |
| ---------- | ---------------- | --------------- | ----------------- | -------------------------------------------------------- |
| 1999       |                  | The Amanda Show | дівчина у натовпі | Епізод: "Talent Contest"                                 |
| 2001       | «Чиказька надія» | Chicago Hope    | Дженні            | Епізод: "Boys Will Be Girls"                             |
| 2001       | «Бостон Паблік»  | Boston Public   | Сильвія           | Епізоди: "Chapter Nine" та "Chapter Sixteen"             |
| 2002, 2003 | «Ліззі Макгвайр» | Lizzie McGuire  | Емі Сандерс       | Епізоди: "Party Over Here", "Xtreme Xmas" та "Clue-Less" |
| 2003       | «Третя зміна»    | Third Watch     | юна Фейт          | Епізод: "Collateral Damage: Part 1"                      |
| 2004       | «Така Рейвен»    | That's So Raven | Катіна            | Епізод: "He's Got the Power"                             |
| 2005-2007  | «Сьоме небо»     | 7th Heaven      | Сенді Джеймесон   | Сезони 10-11                                             |
| 2017       | «Реальний Роб»   | Real Rob        | Елісон            | 3 епізод                                                 |

## Дискографія

### Сингли
| Рік  | Пісня                                      |
| ---- | ------------------------------------------ |
| 2004 | «Our Lips Are Sealed», разом з Гіларі Дафф |

### Саундтреки
| Рік  | Пісня                                                             | Соундтрек                 |
| ---- | ----------------------------------------------------------------- | ------------------------- |
| 2003 | «Girl In The Band»                                                | Кіно про Ліззі Макгвайр   |
| 2003 | «What Dreams Are Made Of (Ballad Version)» (разом з Yani Gellman) | Кіно про Ліззі Макгвайр   |
| 2004 | «Sweetest Pain»                                                   | Raising Helen             |
| 2004 | «A Whatever Life»                                                 | Stuck In The Suburbs      |
| 2004 | «One In This World»                                               | Історія Попелюшки         |
| 2004 | «Our Lips Are Sealed», разом з Гіларі Дафф                        | Історія Попелюшки         |
| 2005 | «Babysitting Is A Bum Deal», разом з Seth MacFarlane              | Family Guy: Live in Vegas |
| 2006 | «Material Girl», разом з Гіларі Дафф                              | Матеріальні дівчата       |

### Інші сингли
| Рік  | Пісня                                                          | Альбом           |
| ---- | -------------------------------------------------------------- | ---------------- |
| 2002 | «Same Old Christmas» разом з Гіларі Дафф                       | Santa Claus Lane |
| 2004 | «The Siamese Cat Song» разом з Гіларі Дафф                     | DisneyMania 2    |
| 2005 | «The Siamese Cat Song» (Cat-Scratch Remix) разом з Гіларі Дафф | DisneyRemixMania |

## Нагороди
- Teens Choice Awards 2006 — Номінована — TV Choice Breakout Star за 7th Heaven.
- Teens Choice Awards 2005 — Виграла — Choice Breakout Performance, Female за Napolean Dynamite.
- Young Artist Award 1999 — Виграла — Best Performance In a TV Movie / pilot / Mini- Series за Adams Family Reunion.
- Razzie Award 2007 — Номінована — Worst Actress за Матеріальних дівчат.
- Razzie Award 2007 — Номінована — Worst Screen Couple за Матеріальних дівчат.